# Ursula Peters (Politikerin)
Ursula Peters (* 5. Juni 1955 in Wilhelmshaven) ist eine deutsche Politikerin.

## Ausbildung und Beruf
Nach der Schule machte Peters eine Ausbildung zur Verwaltungsfachangestellten. 1977 bis 1979 nahm sie an einer Umschulung zur Steuerfachangestellten teil und begann anschließend ein Ökonomiestudium, das sie 1983 mit dem Diplom abschloss. Danach war sie als Selbstständige im Buchführungs-, Steuern- und Finanzbereich und seit 1991 als Steuerberaterin in Oldenburg tätig.

## Politik
Seit 2001 ist Peters Mitglied der FDP. Im Jahr 2003 wurde sie über die Landesliste in den Niedersächsischen Landtag gewählt, dem sie bis 2008 angehörte.